# Кончо (окръг, Тексас)
Окръг Кончо (на английски: Concho County) е окръг в щата Тексас, Съединени американски щати. Площта му е 2574 km², а населението - 3966 души (2000). Административен център е град Пейнт Рок.